# 磨店社区
磨店社区，是中华人民共和国安徽省合肥市瑶海区下辖的一个乡镇级行政单位。

## 行政区划
磨店社区下辖以下地区：
光明社区、富郢社区、瓦庙社区、关井社区、洪峰社区、会棚社区、蔡岗社区、王圩村、于湾村、群治村和张店村。

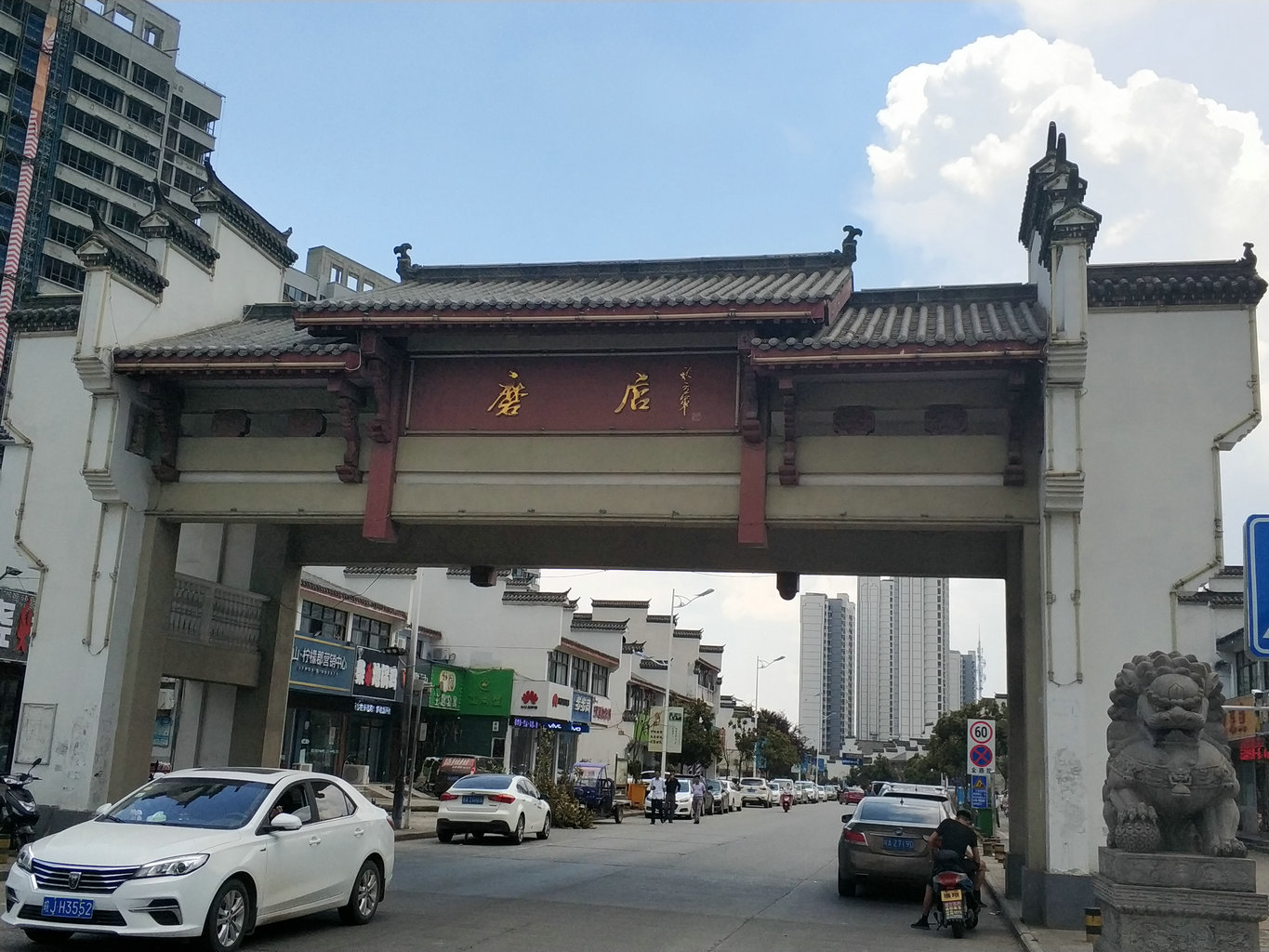
磨店社区老街

## 名人
- 李鴻章
- 王亞樵